# Dennis Otto Hansen
Dennis Otto Hansen (født 6. maj 1958 i Højby Sj.) er en dansk skuespiller/speaker og studievært på Radio 10FM (Halsnæs Lokalradio). Hansen er autodidakt, men har i 33 år primært fungeret som speaker af fakta- og reklamespeak. 
Hansen har i perioden 1979-1989 primært spillet børneteater. Han spillede Politimester Bastian i Folk og Røvere samt medvirket i musicalen Cabaret på Aalborg Teater i sæsonen 1989-1990.
Han fik sin tv-debut som Slagteren i TV-Teatrets Ka' du li' ål i karry, Harry? i 1988. Samme år spillede han Kokken i filmen Mord i Paradis af Sune Lund-Sørensen. Han blev siden brugt i flere film af bl.a. Nils Malmros, Århus by Night (1989) og Kærlighedens smerte (1992).
Som stemmeskuespiller har Hansen lagt stemme til Snurre Snup og Pelle Gris fra Warner Bros. serien Looney Tunes. Han er også stemmen bag både Joe og Apocalymon i Digimon, og har lagt stemme til hovedfiguren i Inspector Gadget.